# Schurken in Power Rangers: Operation Overdrive
De fictieve schurken uit de Power Rangers serie Power Rangers: Operation Overdrive komen uit verschillende groepen.
De eerste twee groepen die opdoken worden geleid door Flurious en Moltor, twee broers die beide achter de Corona Aurora edelstenen aanzitten. Ze waren ooit menselijk, maar de macht van de Corona Aurora veranderde hen in monsters en verbande hen naar afgelegen planeten.
De derde groep wordt geleid door een ninjakrijger genaamd Kamdor.
De vierde groep is een duo van aliens/cyborgs.

## Chillers

### Flurious
Flurious was oorspronkelijk een mens of mensachtig wezen, die door de Corona Aurora werd veranderd in een ijsmonster. Hij heeft een zeer kort lontje, en reageert zijn frustraties altijd af op Norg. Hij was de eerste van de broers die hun onderlinge vijandschap duidelijk maakte door Moltor aan te vallen om de Corona Aurora. Flurious beschouwt zichzelf als superieur aan zijn broer. Toen ook Miratrix (heks)  en Kamdor (ninjakrijger) zich in de strijd mengden, legden de broers even hun onenigheid opzij en werkten samen in de aflevering "Follow the Ranger." Ze wisten de Drivemax Megazord uit te schakelen met twee cyborg-zords, maar de Rangers sloegen terug met de Super Drivemax Megazord. Na hun nederlaag laaide hun onderlinge ruzie weer op.
Toen de Fearcats hun debuut maakten probeerde Flurious zijn nieuwste uitvinding, de gyros, op hen uit. Hiermee bracht hij Mig en Benglo weer tot leven als cyborgs. De twee verraadden hem echter om voor zichzelf te gaan werken.
Flurious is in de serie de minst actieve van de vier hoofdschurken, en derhalve ook de minst succesvolle. Pas tegen het einde van de serie beginnen zijn kansen te keren. Hij weet het derde Corona Aurora juweel te bemachtigen na de dood van Kamdor, en vernietigd hiermee Moltors schuilplaats. Nadat hij dit heeft gedaan, komt Moltor naar hem toe met de kroon zelf en Vella (Tyzon's geliefde) om samen over de wereld te heersen. Echter, Flurious neemt de kroon van Moltor af en vernietigt hem. Vervolgens gebruikt hij de Corona Aurora om het derde juweel terug te veranderen in de originele vorm. Met de kroon en het juweel achterhaalt Flurious de locatie van de overige juwelen. In de laatste aflevering krijgt hij de andere vier juwelen in bezit. Nadat ze hun originele vorm hebben aangenomen, gebruikt Flurious de macht van de kroon om de wereld in een nieuwe ijstijd te storten. Hij vernietigde de zords van de rangers met gemak, maar werd uiteindelijk zelf vernietigd door Mack.
Flurious wordt gespeeld door Gerald Urquhart.

### Norg
Norg is een Yeti die in de grot woonde die door Flurious als hoofdkwartier wordt gebruikt. Hij is behoorlijk dom en ziet Fluious als een “nieuwe vriend”. Hij helpt Flurious bij al diens plannen, maar lijkt van zichzelf niet kwaadaardig te zijn. In de serie dient hij dan ook vooral als de vrolijke noot.
In de laatste aflevering blijkt dat Norg inderdaad niet kwaadaardig is. Hij helpt Vella, de geliefde van de Mercury Ranger, te ontsnappen, en vernietigd de laatste soldaten van Flurious.
Hij wordt gespeeld door Kelson Henderson.

### Monsters
Flurious gebruikt maar zelden monsters om zijn plannen uit te voeren. De enige monsters onder zijn bevel zijn de Atlantis Temple, een monster gemaakt uit tot leven gebrachte ruïnes, en de Flurious’ robot, een robot gemaakt door Flurious met zijn nieuwe Gyro als krachtbron.
Als soldaten gebruikt Flurious de Chillers; ijzige golemachtige wezens gewapend met kleine zeisen.

## Lizards

### Moltor
Moltor is de tweede broer die eeuwen terug achter de Corona Aurora aanzat. Hij werd veranderd in een rood draakachtig wezen. Zijn krachten zijn gebaseerd op vuur. Bij zijn aankomst op Aarde ontvoerde hij Andrew Hartford om de Corona Aurora in handen te krijgen.
Hoewel hij geen macht wil delen met zijn broer, wil hij wel dat Flurious hem helpt bij het vinden van de Corona Aurora en diens juwelen. Ook wil hij dat zijn broer hem respecteert. Hij vecht normaal met twee zwaarden.
Moltor en Flurious werkten eenmaal samen in de aflevering "Follow the Ranger", vooral vanwege de komst van Kamdor en Miratrix. Hun rivaliteit voorkomt echter dat ze een vaste alliantie vormen.
Moltor heeft vrijwel gedurende de hele serie de Corona Aurora in zijn bezit, maar hij kan er niets mee zonder de juwelen. Tevens hield hij Tyzonn’s geliefde, Vella, gevangen. Toen Moltors schuilplaats werd vernietigd en hij verzwakt was door een gevecht met de rangers, richtte hij zich tot zijn broer Flurious. Die ontnam hem echter de Corona Aurora veranderde Moltor in ijs en vernietigde Moltor.
Moltor’s stem wordt gedaan door Mark Ferguson.

### Monsters
Moltor gebruikt twee type monsters:
De eerste zijn “levende” monsters. Hij laat zijn Lava Lizard soldaten met elkaar vechten om te bepalen wie de sterkste is, en veranderd de winnaar vervolgens in een half reptiel – half draak wezen. Ook gebruikte hij een keer in een aflevering de chillers van Flurious.
De tweede zijn Cyberzords, op draken lijkende machines die van binnenuit worden bestuurd.
- Giant Sea Creature
- weather machine monster
- Volcon
- Moltor’s Zord
- Dragonizer
- Scaletex
- Bullox.
- Tyzonn Monster
- Lavadactyls
- Blothgaar
- Cybernetic Rex.
- Magmador

Als soldaten gebruikt Moltor Lava Lizards; reptielen gewapend met zwaarden.

## Ninjas

### Kamdor
Kamdor is Miratrix's meester. Hij zat gevangen in een blauw juweel dat Miratrix om haar nek droeg nadat hij haar leven had gered op een andere planeet. Hij kan monsters maken en vergroten met behulp van sutras (een speciale beweging met zijn handen). Hij werd uiteindelijk vrijgelaten middels een machine die Will voor Miratrix stal. In hun eerste ontmoeting versloeg hij de Rangers met gemak.
Kamdor bevocht zowel de Rangers als de andere teams van schurken. In de aflevering “Man of Mercury” probeerde hij een alliantie te vormen met Flurious, maar tevergeefs. Kamdor en Miratrix hebben een sterke band en waren een stuk succesvoller in de zoektocht naar de juwelen dan hun meeste concurrenten. Ze wisten een juweel te bemachtigen (de Blue Sapphire) en bijna ook een tweede (de Star of Isis).
In de aflevering “Home and Away”maakte Kamdor bekend tegen Miratrix dat het tijd was voor hen om hun grootste plan ooit uit te voeren. Dit plan hield in het stelen van de Gouden Plaat die de locatie van het vijfde juweel kon tonen. Kamdor onthulde dat hij Miratrix slechts als pion in zijn plan gebruikte en sloot haar op in het juweel waar hij zelf ooit in opgesloten zat. Tevens gebruikte hij het reeds gestolen Corona Aurora juweel, de Blue Sapphire, om een meteoor naar de aarde te sturen. Wat hij echter niet wist, is dat Norg zag waar hij het juweel had verborgen en nadat hij wegging om het vijfde juweel te vinden, stal Norg de Sapphire en bracht deze naar Flurious. Nadat de Rangers de meteoor hadden vernietigd, vocht Kamdor eigenhandig met Will en werd door hem vernietigd.
Zijn stem wordt gedaan door Adam Gardiner.

### Miratrix
Miratrix werd voor het eerst gezien in haar menselijke vermomming onder de naam Mira. Ze deed alsof een monster haar aanviel zodat Dax haar zou redden en ze zijn vriendin kon worden. Ze gebruikte hem om de Neptune scrolls in handen te krijgen.
Miratrix dient Kamdor sinds hij gevangen kwam te zitten in een juweel bij het redden van haar leven. Samen zoeken ze eveneens de Corona juwelen. Ze is een gevaarlijke krijgeres.
Miratrix heeft een sterke band met Kamdor en wijkt vrijwel nooit van zijn zijde.
In de aflevering Two Fallen Foes maakte Kamdor eindelijk bekend dat hij Miratrix slechts gebruikte als pion in zijn plan. Om zichzelf toch te bewijzen stal ze de Octavian Chalice van de Rangers en veranderde hiermee in een groot vogelmonster. De Rangers konden haar met moeite verslaan, waarna ze terugveranderde in een mens. Ze werd vrijwel meteen door Kamdor opgesloten in hetzelfde juweel waar hij ooit in zat.
Miratrix wordt gespeeld door Ria Vandervis.

### Monsters
Kamdor kan zijn monsters maken uit normale voorwerpen met behulp van sutra’s.
- Ultrog
- Bombardo
- Big Mouth Monster
- Camera Monster
- Amplifier Monster
- Hat Monster.
- Sextant Monster
- Datum
- Garbage Monster
- Kunoichi Monster
- Statue Monster
- Golem Monster
- Prince Monster

Soldaten hebben Kamdor en Miratrix niet echt. Eenmaal gebruikten ze Ninja Henchmen; menselijke stuntmannen onder een bezwering.

## Fearcats
De Fearcats zijn een ras van demonische katachtige aliens. De meeste van hen zijn opgesloten in een speciale spiegel, en alleen Mig en Cheetar waren nog op vrije voeten. De twee kennen Tyzonn (de Mercury Ranger) al geruime tijd en waren verantwoordelijk voor de dood van diens oude team.
Mig en Cheetar wisten een fearcat, Benglo, te bevrijden uit de spiegel, maar alle drie werden ze verslagen door de Rangers. Flurious bracht Mig en Benglo weer tot leven als cyborgs in de hoop dat ze zich bij hem zouden aansluiten. De twee weigerden Flurious als baas te accepteren, en gingen zelf op zoek naar de juwelen van de Corona Aurora.
In de aflevering "Red Ranger Unplugged" besloten de Fearcats om achter de Octavian Chalice aan te gaan. Hierbij kregen ze hulp van Crazar, een vrouwelijke Fearcat die ook met Mig en Cheetar aanwezig was op de dag dat de grot instortte, waarbij Tyzonn's oude team omkwam. Hun laatste plan was om een zeer krachtige robot te maken van de Octavian Chalice en drie voorwerpen die ze van de andere teams hadden gestolen. Crazar werd vernietigd net voordat deze robot werd vernietigd door de Rangers, en de twee andere Fearcats volgden niet veel later.

### Mig
Een groen/paarse katachtige alien die vecht met een bazooka achtig wapen. Hij heeft een grote rivaliteit met Tyzonn. Van de twee Fearcats gedraagt hij zich het brutaalst en meest onvolwassen. Hij werd vernietigd door de Drivemax Ultrazord, maar weer tot leven gebracht als cyborg. Als cyborg vecht hij met twee pistolen die ook dienstdoen als zwaarden.
In de aflevering “Home and Away” bevocht hij eigenhandig Tyzonn en werd door hem voorgoed vernietigd.
Zijn stem wordt gedaan door Kelson Henderson.

### Benglo
Een vuurspuwende tijgerachtige alien, en de enige Fearcat die wel uit de spiegel werd bevrijd. Hij is erg serieus en is daarmee een tegenhanger van Mig. Hij werd net als Mig vernietigd door de Drivemax Ultrazord, maar weer tot leven gebracht als cyborg.
In de aflevering “Home and Away”werd hij vernietigd door de Rode Ranger met diens Sentinal harnas.
Zijn stem wordt gedaan door David Weatherley.

### Andere Fearcats
- Cheetar: net als Mig een van de laatste twee Fearcats die nog op vrije voeten was. Hij werd als eerste vernietigd door de Rangers, en in tegenstelling tot Mig en Benglo niet meer tot leven gebracht.
- Crazar: een vrouwelijke fearcat die qua uiterlijk meer leek op een wolf dan een kat. Lange tijd werd gedacht dat ze om was gekomen bij dezelfde explosie die Tyzonn’s oude team het leven kostte. Ze had de kracht om zeer realistische illusies op te wekken. Ze kwam naar de Aarde om samen met Mig en Benglo drie krachtige voorwerpen te stelen en hiervan een krachtige robot te bouwen. De Rangers wisten haar bijna te vernietigen met de Dualdrive megazord, maar ze slaagde erin zichzelf te herstellen. Uiteindelijk vernietigde Tyzonn haar.

### Monsters
De monsters van de Fearcats zijn allemaal enorme robots, gemaakt met dezelfde technologie waarmee Benglo en Mig in cyborgs zijn veranderd.
- Jet Robot
- Commando Robot
- Centurion Robot
- Agrios

## Thrax
Thrax, gespeeld door Glen Levy, is de zoon van Rita Repulsa en Lord Zedd. Hij verscheen in de tweedelige aflevering Once a Ranger.
Thrax lijkt qua uiterlijk het meest op zijn vader. Zijn krachten zijn ook gelijk aan die van Lord Zedd. Verder heeft hij een deels menselijk gezicht (waarschijnlijk van zijn moeder) en een kaak van een skelet (waarschijnlijk van zijn oom, Rito Revolto).
Hij werd jaren terug door de Sentinal Knight opgesloten. Naarmate de Sentinal Knight zwakker werd, werd Thrax sterker. Hij kon uiteindelijk ontsnappen. Kwaad over het feit dat zijn ouders niet langer slecht waren, besloot hij de reputatie als schurken die zijn familie had te herstellen. Hij kwam naar de Aarde, waar hij de vier groepen vijanden van de Overdrive Rangers dwong samen te werken. Samen met hen versloeg hij de Overdrive Rangers, en stal hun krachten.
Toen de Sentinal Knight een nieuw team samenstelde van oude rangers, probeerde Thrax het legendarische zwaard Excelsior te bemachtigen: het enige wapen wat de Sentinal Knight kon doden. De Overdrive Rangers waren hem echter voor. Thrax werd uiteindelijk vernietigd door de Sentinal Knight.
In zijn korte verblijf op aarde maakte Thrax het “Vulturus” monster om hem te helpen.